# Jürgen Brecht
Julius Emil Jürgen Brecht (* 1. března 1940 Špýr, Německo) je bývalý západoněmecký a německý sportovní šermíř, který se specializoval na šerm fleretem. Západní Německo a sloučené Německo reprezentoval v šedesátých letech. Na olympijských hrách startoval v roce 1960, 1964 a 1968 v soutěži jednotlivců a družstev. V roce 1962 obsadil třetí místo na mistrovství světa v soutěži jednotlivců. Se sloučeným německým družstvem fleretistů vybojoval na olympijských hrách 1960 bronzovou olympijskou medaili a v roce 1959 vybojoval s družstvem druhé místo.